# Turisme ornitològic

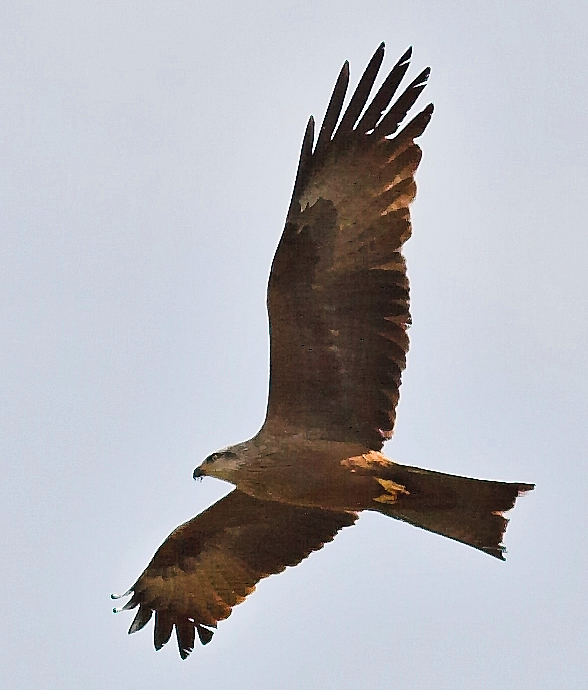
Milà negre, espècie migratòria observable en l'Estret de Gibraltar.

El turisme ornitològic, també anomenat orniturisme, turisme d'observació d'ocells o aviturisme, és l'activitat que implica desplaçar-se des d'un lloc d'origen cap a una destinació específica amb l'interès d'observar l'avifauna local en el seu entorn natural. Usualment deixa un incentiu econòmic per a la destinació, la comunitat receptora i els guies locals. Això implica que els ocells han de volar lliures i no estar engabiats; així mateix, se suposa que les espècies que es van a observar son pròpies del lloc i no introduïdes, domesticades o habitar en granges de reproducció amb finalitats d'aprofitament comercial (mascotes, aliment, ornamentació).
Aquesta modalitat té cada vegada més demanda entre els turistes, sobretot de països del centre i nord d'Europa, que estan acudint a zones especials de protecció d'ocells (ZEPA) i a llocs amb poblacions importants d'ocells en perill d'extinció, rapinyaires poc abundants, etc. A Rutland (Regne Unit) se celebra anualment la Fira Internacional de Turisme Ornitològic (British Birdwatching Fair), que és la més important del món d'aquest tipus. A les terres catalanes disposen del Delta Birding Festival i del Congrés de Turisme Ornitològic. Ambdós esdeveniments es celebren anualment.
Per exemple, al Parc Nacional de Monfragüe (Extremadura) en algunes èpoques de l'any, s'omple d'ornitòlegs, alemanys i holandesos en la seva majoria, que despleguen uns potents objectius i esperen hores sense moure's d'un lloc per contemplar el major nombre possible d'espècies. Per a molts, serà la primera vegada que veuen en llibertat ocells com ara: el voltor negre (Aegypius monachus), l'àguila daurada (Aquila chrysaetos), el pioc salvatge (Otis tarda), etc. Han realitzat el viatge amb l'únic objectiu d'observar-les, demostrant les possibilitats que aquesta demanda té per a l'economia de la zona. Altres zones d'especial rellevància són aquelles on es concentra el pas d'ocells migratoris, com és el cas de l'estret de Gibraltar.

## Ètica en el turisme d'observació d'ocells
Per oferir serveis en aviturisme existeix un codi ètic implícit a seguir.
Els aspectes a prendre en compte són
1. Aspectes socials: Ha de considerar-se el desenvolupament dels grups humans que viuen a les destinacions que es visiten. La cultura i la naturalesa estan molt lligats, ja que la conservació dels recursos depèn de la concepció que tenen els éssers humans del seu entorn. És molt més profitós per a un grup humà protegir la flora i fauna quan aquests són font de recursos i ingressos per turisme, per exemple. Quant a l'aviturisme, els productes i serveis tenen més valor si estan lligats i complementats a les cultures locals i la seva relació amb les aus.
2. Aspectes ecològics: Els avituristes són amants de la naturalesa. Els importa la conservació dels hàbitats i recursos naturals atès que la seva bona salut implica la conservació de les espècies d'aus que a ells els agraden. No és d'estranyar que escullin cert tipus de tour operadores pel fet que part del preu del paquet inclou donacions per a la conservació. Un producte d'aviturisme idealment hauria d'estar compromès amb la conservació del patrimoni natural.
3. Rigor científic: La informació que es transmet en un recorregut d'observació d'aus ha de ser completa, interessant i abans de res verídica. La sustentació de les dades amb estudis científics dona un pes extraordinari al proveïdor dels serveis. És per això que aquest segment de turisme no és fàcil de desenvolupar ni barat en ser cobrat. L'assistència d'un bon ornitòleg és de gran ajuda per armar els paquets i desenvolupar la informació escrita.
4. Honestedat en el servei ofert i prestat: Alguns oferents de serveis (molts, lamentablement) no compleixen amb l'ofert en la seva publicitat, ni omplen les expectatives dels seus clients. L'estratègia d'oferir molt i complir poc per vendre a la llarga és summament perjudicial per al negoci. Existeixen aus difícils de veure que moltes vegades no poden ser garantides, llocs amb poca infraestructura o itineraris summament carregats impossibles de completar a cabalitat. Això decep als consumidors donant una terrible fama i credibilitat, disminuint la clientela i eventualment causant el tancament d'operacions.
5. Professionalisme: Aquest aspecte està relacionat amb l'anterior. Es refereix a l'aparença i presentació de qui presta els serveis, puntualitat, serietat i dades apegades a la realitat. En això el guia de turisme té un paper molt important, ja que és ell qui transmet la informació i condueix al grup proveint-li de les aus i experiències sol·licitades.